# Unitárius Híradó
Unitárius Híradó – Kovács Lajos brassói unitárius lelkész szerkesztette, egyházi értesítő egyházközsége tagjai részére. 1931 januárjában jelent meg első és 1939 áprilisában utolsó száma, 1937-től Unitárius Értesítő címmel. A nyolcadrét formájú lap a brassói unitárius egyházközséghez tartozó hívek számára szolgált tudnivalókkal.